# Giustino Maria Russolillo
Svatý Giustino Maria Russolillo, S.D.V., řeholním jménem Giustino Maria od Nejsvětější Trojice (18. ledna 1891, Neapol – 2. srpna 1955, tamtéž) byl italský římskokatolický kněz a zakladatel tří řeholních institucí, Kongregace božského povolání, kongregace Sester božského povolání a Sekulárního řádu apoštolů povolání univerzálního zasvěcení. Kongregace božského povolání byl také sám členem. Katolická církev jej uctívá jako světce.

## Život
Narodil se v okrajové čtvrti Neapole dne 18. ledna 1891 rodičům Luigimu Russolillo a Giuseppině Simpatia. Ti ho ještě ten den dali pokřtít. První svaté přijímání přijal roku 1896. Studovat začal roku 1901. Toto studium již bylo cílené na jeho budoucí kněžské působení.
Dne 20. září 1913 byl v katedrále sv. Procula v Pozzuoli vysvěcen na kněze a dne 20. září 1920 se stal farářem ve své rodné neapolské čtvrti. Tuto funkci zastával až do konce svého života.
Dne 18. října 1920 založil Kongregaci božského povolání a dne 2. října 1921 kongregaci Sester božského povolání. První jím založená kongregace se dočkala oficiálního potvrzení o jejím založení dne 26. května 1927. Dne 18. ledna 1931 do ní také sám vstoupil a od 10. dubna 1947 až do své smrti byl jejím generálním představeným.
Na jaře roku 1955 se mu zdravotně přetížilo, díky čemuž trávil mnoho času v nemocnici, kde mu také zjistili leukemii. Na ni zemřel zaopatřen svátostmi dne 2. srpna 1955 večer.

## Úcta
Jeho beatifikační proces započal dne 15. prosince 1977, čímž obdržel titul služebník Boží. Papež sv. Jan Pavel II. jej dne 18. prosince 1997 podepsáním dekretu o jeho hrdinských ctnostech prohlásil za ctihodného. Dne 1. července 2010 byl uznán první zázrak na jeho přímluvu, potřebný pro jeho blahořečení.
Blahořečen pak byl dne 7. května 2011 v Neapoli. Obřadu předsedal jménem papeže Benedikta XVI. kardinál Angelo Amato. Dne 27. října 2020 byl uznán druhý zázrak na jeho přímluvu, potřebný pro jeho svatořečení. Svatořečen byl spolu s několika dalšími světci dne 15. května 2022 na Svatopetrském náměstí papežem Františkem.
Jeho památka je připomínána 2. srpna. Bývá zobrazován v kněžském oděvu.